# Em là một nửa đời anh
Em là một nửa đời anh (tiếng Hàn: 반의 반; Romaja: Baneui Ban; dịch nghĩa đen: "Half of a Half") là bộ phim truyền hình Hàn Quốc năm 2020 với sự tham gia của Jung Hae-in, Chae Soo-bin, Lee Ha-na và Kim Sung-kyu. Bộ phim được phát sóng trên tvN từ ngày 23 tháng 3 đến ngày 28 tháng 4 năm 2020 đến ngày 28 tháng 4 năm 2020.

## Tóm tắt
Em Là Một Nửa Đời Anh là câu chuyện tình của anh chàng Ha Won (Jung Hae In) – một lập trình viên trí tuệ nhân tạo tốt bụng, đã phải trải qua nhiều yêu đơn phương, cam chịu số phận cô đơn lẻ loi một mình cùng với Han Seo Woo (Chae Soo Bin) – một kỹ sư thu âm cổ điển lạc quan, và dành tình cảm thầm kín cho Ha Won.

## Diễn viên

### Vai chính
- Jung Hae-in vai Moon Ha-won[8][9]
  - Nam Da-reum vai Moon Ha-won lúc trẻ
- Chae Soo-bin vai Han Seo-woo[10]
- Lee Ha-na vai Moon Soon-ho[11]
- Kim Sung-kyu vai Kang In-wook[12]
  - Lee Sejin Kang In-wook lúc trẻ

### Vai phụ
- Kim Jeong-woo vai Kim Hoon[13]
- Woo Ji-hyun vai Bae Jin-hwan
- Lee Sang-hee vai Jeon Eun-joo
- Kang Bong-sung vai Kim Chang-seop
- Kim Nu-ri vai Choi Soo-ji
- Ye Soo-jung vai Eun Soo-jung
- Kim Bo-yeon vai Moon Jeong-nam
- Lee Seung-joon vai Choi Jin-moo[14]
- Park Ju-hyun vai Kim Ji-soo
- Lee Jung-eun vai Kim Min-jung

### Khách mời xuất hiện đặc biệt
- Jang Hye-jin vai mẹ của Han Seo-woo[15]

## Sản xuất
Do tỉ lệ người xem của bộ phim giảm mạnh, đây là bộ phim ghi nhận tỷ lệ người xem thấp nhất của đài cáp tvN trong 2 năm qua. Chính vì thế vào ngày 8 tháng 4 năm 2020, bộ phim được rút ngắn 4 tập, giảm tổng số tập còn 12 tập.

## Nhạc phim

### Phần 1
| Phát hành vào 31 tháng 3 năm 2020 | Phát hành vào 31 tháng 3 năm 2020 | Phát hành vào 31 tháng 3 năm 2020 | Phát hành vào 31 tháng 3 năm 2020 | Phát hành vào 31 tháng 3 năm 2020 | Phát hành vào 31 tháng 3 năm 2020 |
| STT                               | Nhan đề                           | Phổ lời                           | Phổ nhạc                          | Nghệ sĩ                           | Thời lượng                        |
| --------------------------------- | --------------------------------- | --------------------------------- | --------------------------------- | --------------------------------- | --------------------------------- |
| 1.                                | "Slowly Fall"                     | Nam Hye-seung Jello Ann           | Nam Hye-seung B.a.B               | Ha Hyun-sang                      | 4:01                              |
| 2.                                | "Slowly Fall" (Inst.)             |                                   | Nam Hye-seung B.a.B               |                                   | 4:01                              |
| Tổng thời lượng:                  | Tổng thời lượng:                  | Tổng thời lượng:                  | Tổng thời lượng:                  | Tổng thời lượng:                  | 8:02                              |

### Phần 2
| Phát hành vào 6 tháng 4 năm 2020 | Phát hành vào 6 tháng 4 năm 2020 | Phát hành vào 6 tháng 4 năm 2020 | Phát hành vào 6 tháng 4 năm 2020 | Phát hành vào 6 tháng 4 năm 2020 | Phát hành vào 6 tháng 4 năm 2020 |
| STT                              | Nhan đề                          | Phổ lời                          | Phổ nhạc                         | Nghệ sĩ                          | Thời lượng                       |
| -------------------------------- | -------------------------------- | -------------------------------- | -------------------------------- | -------------------------------- | -------------------------------- |
| 1.                               | "Rain or Shine"                  | Nam Hye-seung Jello Ann          | Nam Hye-seung B.a.B              | Elaine                           | 4:22                             |
| 2.                               | "Rain or Shine" (Inst.)          |                                  | Nam Hye-seung B.a.B              |                                  | 4:22                             |
| Tổng thời lượng:                 | Tổng thời lượng:                 | Tổng thời lượng:                 | Tổng thời lượng:                 | Tổng thời lượng:                 | 8:44                             |

### Phần 3
| Phát hành vào 14 tháng 4 năm 2020 | Phát hành vào 14 tháng 4 năm 2020 | Phát hành vào 14 tháng 4 năm 2020      | Phát hành vào 14 tháng 4 năm 2020 | Phát hành vào 14 tháng 4 năm 2020 | Phát hành vào 14 tháng 4 năm 2020 |
| STT                               | Nhan đề                           | Phổ lời                                | Phổ nhạc                          | Nghệ sĩ                           | Thời lượng                        |
| --------------------------------- | --------------------------------- | -------------------------------------- | --------------------------------- | --------------------------------- | --------------------------------- |
| 1.                                | "Think It's You" (너라고 생각해)  | Jung Joon-il Nam Hye-seung Park Jin-ho | Nam Hye-seung Park Jin-ho         | Jung Joon-il                      | 4:20                              |
| 2.                                | "Think It's You" (Inst.)          |                                        | Nam Hye-seung Park Jin-ho         |                                   | 4:20                              |
| Tổng thời lượng:                  | Tổng thời lượng:                  | Tổng thời lượng:                       | Tổng thời lượng:                  | Tổng thời lượng:                  | 8:40                              |

### Phân 4
| Phát hành vào 21 tháng 4 năm 2020 | Phát hành vào 21 tháng 4 năm 2020             | Phát hành vào 21 tháng 4 năm 2020 | Phát hành vào 21 tháng 4 năm 2020 | Phát hành vào 21 tháng 4 năm 2020 | Phát hành vào 21 tháng 4 năm 2020 |
| STT                               | Nhan đề                                       | Phổ lời                           | Phổ nhạc                          | Nghệ sĩ                           | Thời lượng                        |
| --------------------------------- | --------------------------------------------- | --------------------------------- | --------------------------------- | --------------------------------- | --------------------------------- |
| 1.                                | "Who I Strolled With" (함께 발을 맞춰 거닐던) | DOKO Son Jae-min                  | DOKO Son Jae-min                  | Poetic Narrator                   | 3:10                              |
| 2.                                | "Who I Strolled With" (Inst.)                 |                                   | DOKO Son Jae-min                  |                                   | 3:10                              |
| Tổng thời lượng:                  | Tổng thời lượng:                              | Tổng thời lượng:                  | Tổng thời lượng:                  | Tổng thời lượng:                  | 6:20                              |

## Tỷ lệ người xem
| 1 | 23 tháng 3 năm 2020 | 2.449% |
| 2 | 24 tháng 3 năm 2020 | 2.122% |
| 3 | 30 tháng 3 năm 2020 | 1.539% |
| 4 | 31 tháng 3 năm 2020 | 1.272% |
| 5 | 6 tháng 4 năm 2020  | 1.451% |
| 6 | 7 tháng 4 năm 2020  | 1.178% |
| 7 | 13 tháng 4 năm 2020 | 1.197% |
| 8 | 14 tháng 4 năm 2020 | 1.122% |
| 9 | 20 tháng 4 năm 2020 | 1.150% |
| 10 | 21 tháng 4 năm 2020 | 1.114% |
| 11 | 27 tháng 4 năm 2020 | 1.050% |
| 12 | 28 tháng 4 năm 2020 | 1.214% |
| Trung bình | Trung bình          | 1.405% |
| - Trong bảng trên đây, số màu xanh biểu thị cho tỷ lệ người xem thấp nhất và số màu đỏ biểu thị cho tỷ lệ người xem cao nhất. - Bộ phim này được phát sóng trên hệ thống các kênh truyền hình cáp/trả phí nên số lượng người xem thấp hơn so với truyền hình miễn phí (ví dụ như KBS, SBS, MBC hay EBS). |                     |        |

## Phát sóng quốc tế
- Malaysia - Bộ phim được phát sóng trên 8TV vào lúc 11h00 - 12h00 sáng các ngày thứ Hai và thứ Ba hàng tuần, bắt đầu từ ngày 12 tháng 5 năm 2020.
- Myanmar - Bộ phim được mua bản quyền và phát sóng trêntrên Skynet International Drama.
- Vietnam - Bộ phim được FPT Play mua bản quyền và phát song song với đài cáp tvN của Hàn Quốc